# Discosoma carlgreni
Discosoma carlgreni is een Corallimorphariasoort uit de familie van de Discosomatidae. De wetenschappelijke naam van de soort is voor het eerst geldig gepubliceerd in 1922 door Watzl.